# Gaius Mucius Scaevola

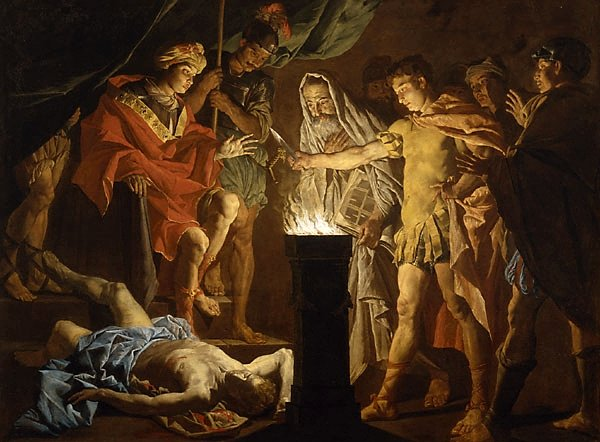
Gaius Mucius Scaevola in het bijzijn van Lars Porsenna door Matthias Stomer (ca. 1640-1645; Art Gallery of New South Wales in Sydney).

Gaius Mucius Cordus, later Gaius Mucius Scaevola genoemd, was een legendarisch Romeins jongeling, die zich in de vroege geschiedenis van Rome zou hebben onderscheiden.

## Mucius’ heldendaad
Hij begaf zich met toestemming van de senaat gedurende de oorlog met de Etruskische koning Lars Porsenna in het vijandelijke leger, om door het vermoorden van die koning Rome te bevrijden (508 v.Chr.). Nadat de laatste koning, Tarquinius Superbus was afgezet, keerde deze namelijk met hulp van Porsenna en zijn leger terug om de stad Rome in te nemen. Nadat een snelle beëindiging van de oorlog was verijdeld door het vernietigen van de brug over de Tiber en de daden van Horatius Cocles, belegerden de Etrusken de stad. Het beleg duurde zo lang dat de voorraden van Rome opraakten en Mucius’ voorstel op veel bijval kon rekenen.
In het Etruskische legerkamp - onder vermomming - aangekomen terwijl het juist soldijbetaling was, stak hij de schrijver van Porsenna neer, die hij met de hem onbekende koning verwarde, daar deze - althans in de ogen van Mucius - kostbaardere kleding droeg dan de koning zelf.
In het rumoer dat volgde werd hij opgepakt, voor Porsenna geleid en met de dood bedreigd, hield hij, naar men verhaalt, zijn rechterhand boven een komfoor dat daar om offers te brengen stond te branden, om aan de vertoornde koning te tonen, hoe weinig hij de dood vreesde, en liet haar in het vuur verteren, zonder een teken van smart te geven. Aan de verbaasde koning vertelde hij verder dat driehonderd jongemannen zich onder eed hadden verbonden om hem te doden, waartoe hij het eerst door het lot was aangewezen.
Porsenna werd hierdoor beangstigd, sloot vrede met de Romeinen en trok zich met zijn leger terug. Sedertdien droeg Mucius het cognomen Scaevola, dit betekent "de linkse" of "de linkshandige". Hij kreeg tevens van de senaat een stuk land toegewezen, later naar hem de Mucia prata ("Mucische Weide") genoemd.

## Antieke bronnen
- Lucius Cassius Hemina, Annales fr. 16 (= ed. W. Peter, I, p. 71 [geciteerd in Nonius Marcellus, De compendiosa doctrina]). (midden 2e eeuw v.Chr.)
- Livius, Ab Urbe condita II 12.1-13.5. (1e eeuw v.Chr.)
- Dionysius van Halicarnassus, Antiquitates Romanae V 25.4, 27-31, 35.1. (1e eeuw v.Chr.)
- Valerius Maximus, Facta et dicta memorabilia III 3 § 1. (1e eeuw n.Chr.)